# ジョージ・ロス
ジョージ・ロス（英: George Ross、1730年5月10日-1779年7月14日）は、現在のアメリカ合衆国ペンシルベニアの代表としてアメリカ独立宣言に署名した者の一人である。

## 初期の経歴
ロスは1730年にデラウェアのニューキャッスルで、ニューキャッスルの米国聖公会教会を取り仕切っていた同名の父の息子として生まれた。家庭内で教育を受け、幼い頃から才能を持っていると見えたので、父は良い教育を受けさせたいと考えた。18歳の時に当時の習慣として兄のジョンの法律事務所で法律を学び、フィラデルフィアの法律弁護士として認められ、ランカスターで法律実務を始めた。その後間もなく1751年8月14日に尊敬される家庭の娘アン・ローラーと結婚した。数年間は非常な熱心さで職務に専心し、カウンセラーとしても弁護士としても高い評判を勝ち取ることができた。

## アメリカ独立戦争への関与
当初はロイヤリストであり、王室検察官として12年間務め、1768年にペンシルベニア植民地議会議員に選ばれた。このころロスの心情が変化し、イギリスの議会と争っている植民地革命議会の強い支持者になった。
安全委員会の委員となり、大陸会議の代表に選ばれた。このときにアメリカ独立宣言に署名した。ペンシルベニア民兵隊の大佐を務め (1775-1776)、ペンシルベニアでは最初の憲法制定会議では副議長を務めた。ロスは健康上の理由で、1777年に大陸会議代表を辞任し、ペンシルベニア海事裁判所判事に指名され、この職を1779年に死ぬまで続けた。